# Hunzel

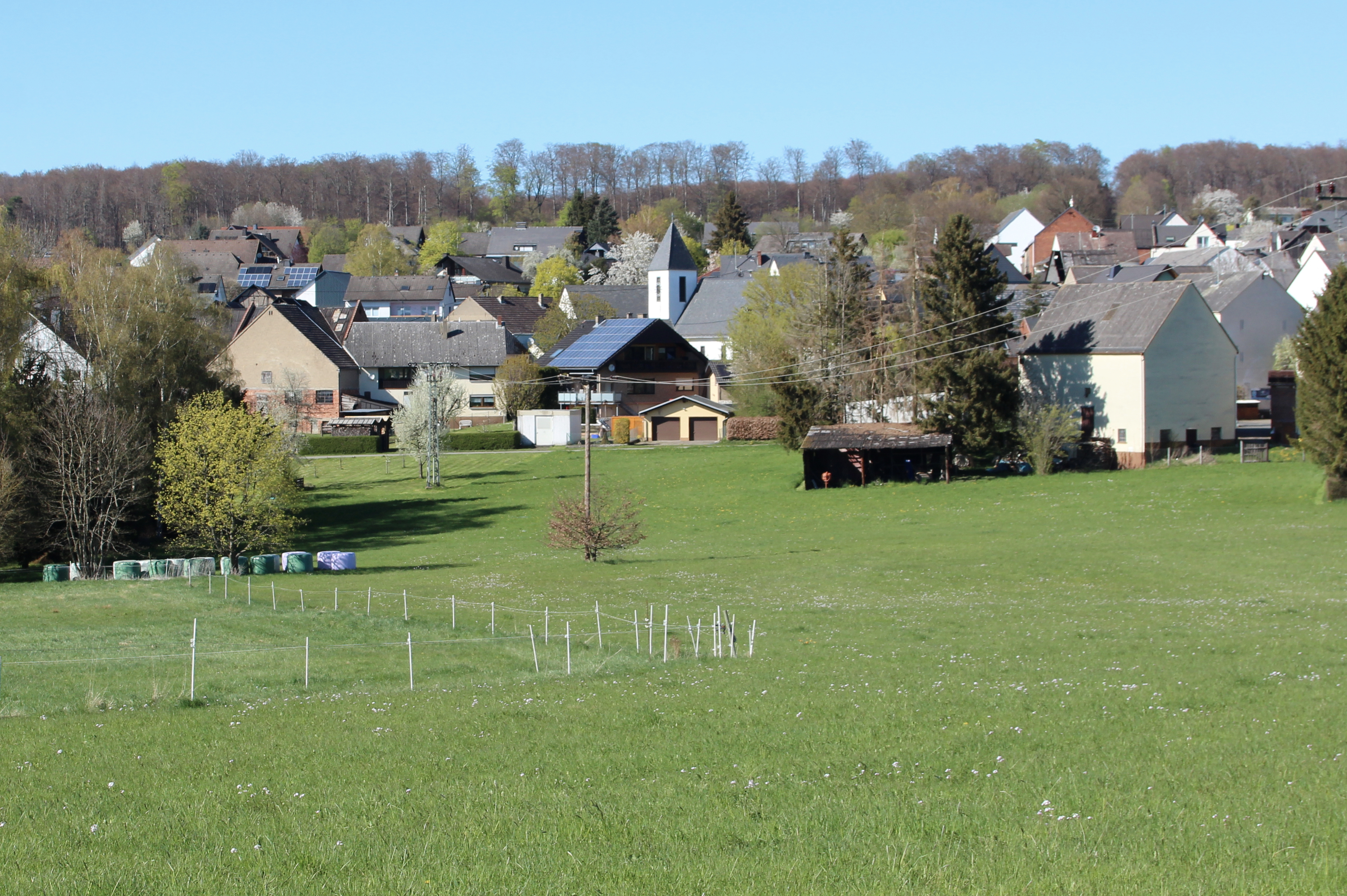
Ansicht von Hunzel

Hunzel ist eine Ortsgemeinde im Rhein-Lahn-Kreis in Rheinland-Pfalz. Sie gehört der Verbandsgemeinde Nastätten an.

## Geographie
Der Ort liegt im westlichen Hintertaunus und im Naturpark Nassau. Zu Hunzel gehört auch der Wohnplatz Lindenhof.

## Geschichte

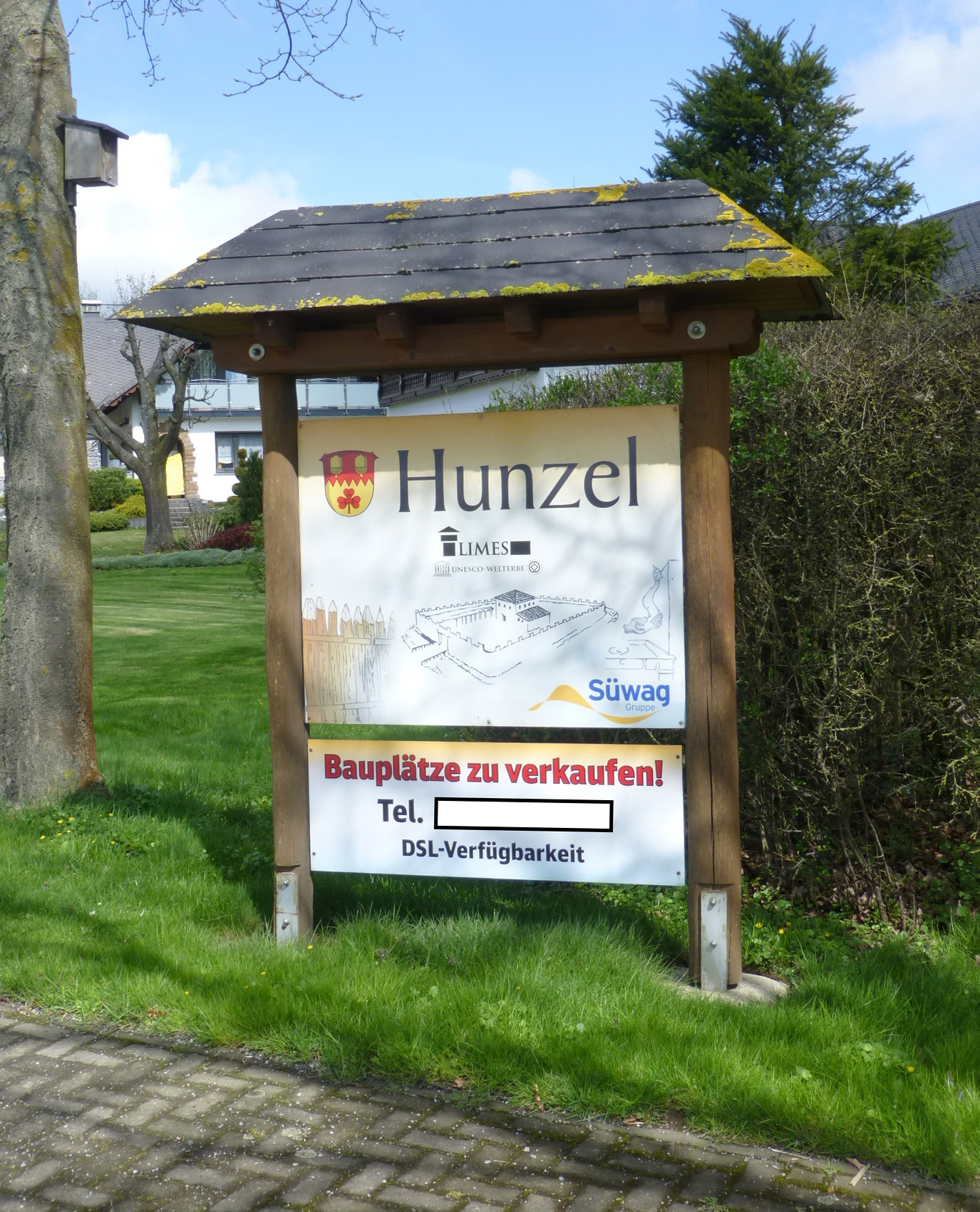
Limes – UNESCO-Welterbe

Hunzel war zwischen der Mitte des 2. und der Mitte des 3. Jahrhunderts Garnisonsort eines unbekannten römischen Numerus. Die Reichs-Limeskommission ließ das Kastell Hunzel im Jahr 1896 ausgegraben. Es liegt rund 750 m südwestlich des heutigen Ortskernes.
Wahrscheinlich wurde dieser Ort bereits im Jahr 1096 erstmals urkundlich erwähnt. Als gesichert gilt, dass der Dorfname sich von „Hundeszagel“ (1260) über „Hondiszale“ (1361) und „Hontzaell“ (1526) wandelte, bis zum heutigen „Hunzel“ (erstmals 1771). Spätestens 1467 besaß der Ort eine eigene Kapelle. Ende des 15. Jahrhunderts wird erstmals ein Hubengericht in Hunzel erwähnt. Ein eigener Winterschulmeister wird erstmals 1783 erwähnt.
Bis 1775 gehörte Hunzel zum Vierherrischen Gericht auf dem Einrich (Nassau-Diezisches Quartier) und danach zum Amt Nassau, das sich zu der Zeit im gemeinsamen Besitz von drei nassauische Linien befand. Im Jahr 1806 kam Hunzel zum Herzogtum Nassau, das 1866 vom Königreich Preußen annektiert wurde.
Am 27. März 1945 wurde Hunzel von US-Truppen besetzt. Seit 1946 ist Hunzel Teil des Lands Rheinland-Pfalz.
Statistik zur Einwohnerentwicklung
Die Entwicklung der Einwohnerzahl von Hunzel, die Werte von 1871 bis 1987 beruhen auf Volkszählungen:
| Jahr | Einwohner      |
| ---- | -------------- |
| 1526 | 8 Feuerstätten |
| 1583 | 12 Hausgesesse |
| 1631 | 13 Hausgesesse |
| 1648 | 4 Hausgesesse  |
| 1681 | 75             |
| 1771 | 36 Haushalten  |
| 1815 | 170            |
| 1835 | 179            |
| 1871 | 184            |

| Jahr | Einwohner |
| ---- | --------- |
| 1905 | 194       |
| 1939 | 201       |
| 1950 | 227       |
| 1961 | 215       |
| 1970 | 200       |
| 1987 | 213       |
| 2005 | 264       |
| 2011 | 259       |
| 2017 | 256       |

## Politik

### Gemeinderat
Der Gemeinderat in Hunzel besteht aus sechs Ratsmitgliedern, die bei der Kommunalwahl am 9. Juni 2024 in einer Mehrheitswahl gewählt wurden, und dem ehrenamtlichen Ortsbürgermeister als Vorsitzendem.

### Bürgermeister
Thomas Schmitt wurde am 11. Juli 2024 Ortsbürgermeister von Hunzel. Da bei der Direktwahl am 9. Juni 2024 kein Wahlvorschlag eingereicht wurde, oblag die Neuwahl des Bürgermeisters gemäß rheinland-pfälzischer Gemeindeordnung dem Rat der Gemeinde, der sich auf seiner konstituierenden Sitzung für Thomas Schmitt entschied.
Schmitts Vorgänger Thilo Dehe wurde bei der Direktwahl am 26. Mai 2019 mit einem Stimmenanteil von 83,75 % wiedergewählt und trat bei der Wahl 2024 nicht erneut an.